# RNA-Impfstoff
Ein RNA-Impfstoff oder mRNA-Impfstoff ist ein Impfstoff, dessen Wirkmechanismus auf Messenger-RNA oder modRNA beruht. RNA-Impfstoffe gehören zu den genetischen Impfstoffen, da aus der RNA erst vom Körper des Geimpften das Protein hergestellt wird, welches die gewünschte Immunreaktion auslöst. RNA-Impfstoffe können prinzipiell gegen jedes proteinbasierte Antigen entwickelt werden, da es mittels Translation nach der RNA-Vorlage gebildet wird. Die Antigene sind typischerweise von Viren, Bakterien, Tumoren oder Giftstoffen abgeleitet.
Durch die Verpackung der RNA in Lipid-Nanopartikel wird die Aufnahme in die Zellen der geimpften Person erleichtert. Nachdem diese in die Zellflüssigkeit einer Zelle des Patienten gelangt ist, setzt sie eine Translation in Gang, welche erst das gewünschte Protein und danach die dagegen gerichtete Immunreaktion erzeugt; RNA selbst erzeugt jedoch keine Immunreaktion und wird nach kurzer Zeit in der Zelle abgebaut.
Wirksamkeit und Sicherheit von RNA-Impfstoffen wurden seit 2002 in zahlreichen klinischen Studien am Menschen zu verschiedene Krebsarten und Infektionskrankheiten untersucht. Während der COVID-19-Pandemie wurden erstmals mRNA-Impfstoffe im großen Maßstab erfolgreich eingesetzt.

## Geschichte

### Vorarbeit
mRNA wurde erstmals 1961 von Sydney Brenner, François Jacob und Matthew Meselson als Überträger der Information für die Biosynthese eines Proteins beschrieben. 1971 injizierten Charles Daniel Lane et al. erfolgreich RNA, welche aus Retikulozyten von Kaninchen präpariert wurden, in Froscheizellen. Das Experiment zeigte, dass die Translationsmaschinere der Froscheizelle mRNA von einem völlig anderen Zelltyp von einer anderen Spezies akzeptiert. Im Jahr 1978 zeigte Giorgos Dimitriadis, dass mRNA in Liposomen von Zellen aufgenommen werden können. Im selben Jahr gelang es Marc Ostro und weiteren Kollegen mRNA in menschliche Zellen zu transportieren. Das erste Einschleusen von mRNA in Zellen mithilfe von kationischen Lipiden als Transfektionsreagenz wurde 1989 von Robert W. Malone vom Salk Institute for Biological Studies in Kalifornien und einigen Kollegen, darunter Philip Felgner, beschrieben. Ein Jahr später wurde von J. Wolff, Philip Felgner und Kollegen die Aufnahme von in vitro erzeugter RNA in Zellen ohne Verwendung eines Transfektionsreagenz gezeigt. Das erste RNA-basierte Arzneimittel war Patisiran, das 2018 von der EMA in Europa und von der FDA in den USA zugelassen wurde.

### mRNA-Impfstoffe

#### mRNA-Impfstoff-Versuche bei Tieren
RNA wurde erstmals 1993 von Frédéric Martinon, Pierre Meulien und Kollegen und etwas später, 1994, von X. Zhou, Peter Liljeström und Kollegen zur Impfung bei Mäusen beschrieben. Martinon konnte zeigen, dass durch die Impfung mit einem RNA-Impfstoff eine zelluläre Immunantwort induziert wurde. Im Jahr 1995 beschrieben Robert Conry und Kollegen, dass nach Impfung mit einem RNA-Impfstoff auch eine humorale Immunantwort hervorgerufen wurde. In den folgenden Jahren wurden verschiedene Applikationsformen untersucht, bei denen die RNA per intramuskulärer, subkutaner, intradermaler, intravenöser, intranodaler, intrasplenaler Injektion (teilweise mit Protamin-Transfektion oder Lipofektion) sowie per Genkanone oder Mikronadelanordnungen in den Organismus eingebracht wurde. Auch wurden RNA-Impfstoffe als Impfstoffe gegen Infektionserreger, als Krebsimpfstoffe und zur Hyposensibilisierung bei manchen Allergien untersucht.

#### mRNA-Impfstoffe für den Menschen
Erste klinischen Studien am Menschen erfolgten 2002 bis 2003 mit ex vivo mit mRNA beladenen dendritischen Zellen zur Krebsimmuntherapie. 2005 publizierten Katalin Karikó und Drew Weissman die Verwendung von Nukleosid-modifizierter RNA, ohne dass die angeborene Immunantwort (genauer: Toll-like-Rezeptoren 3, 7, 8 sowie MDA-5, NLRP3, RIG-I und NOD2) durch die RNA selbst übermäßig aktiviert wird. RNA-Impfstoffe wurden in den Folgejahren sowohl gegen Pathogene als auch zur Verwendung als Krebsimpfstoff untersucht und beschrieben. Im Jahr 2017 beschloss die Weltgesundheitsorganisation, RNA-Impfstoffe als neue Wirkstoffklasse aufzunehmen. Diese Technologie bildete die Grundlage für die Entwicklung mRNA-basierter COVID-19-Impfstoffe.
Die COVID-19-Pandemie führte zum Durchbruch der RNA-Impfstoffe, wobei jene von Biontech (mit den leitenden Wissenschaftlern Uğur Şahin und Özlem Türeci mit Katalin Karikó als Beraterin) und Moderna (mit den leitenden Wissenschaftlern Derrick Rossi und Tal Zaks) noch 2020 in den USA für den Notfallgebrauch genehmigt wurden (EUA, „Notfallzulassung“). Ebenfalls früh gestartet waren die Arbeiten bei CureVac (mit Steve Pascolo und Ingmar Hoerr als leitenden Wissenschaftlern), der Impfstoff kam aber im Vergleich zur Konkurrenz zu spät und war auch weniger effektiv. Bei allen beteiligten Firmen waren Vorarbeiten erfolgt, die zunächst andere Ziele hatten, meist die Entwicklung von Krebstherapien. Im Jahr 2020 wurde Tozinameran von Biontech/Pfizer der weltweit erste RNA-Impfstoff, der die Marktreife erreichte und zur Impfung von Menschen zugelassen wurde, gefolgt von mRNA-1273 von Moderna.
Katalin Karikó, Drew Weissman, Philip Felgner, Uğur Şahin, Özlem Türeci und Derrick Rossi erhielten für RNA-Impfstoffe zahlreiche Auszeichnungen, die 2023 mit dem Nobelpreis für Physiologie oder Medizin an Weissman und Karikó einen Höhepunkt erreichten. 

## Wirkungsweise

Wirkungsweise von der Endozytose bis zur Antigenpräsentation

Beim Einsatz von RNA-Impfstoffen zur Immunisierung gegen virale Infektionskrankheiten wird (anders als bei Totimpfstoffen, die aus nicht mehr reproduktionsfähigem Krankheitserregern bzw. deren Bruchstücke bestehen) nur die mRNA der Antigene mit einem Hilfsstoff (Transfektionsreagenz) in den Organismus eingebracht. Wenn die mRNA-transfizierten Zellen vorübergehend diese Komponente des zu bekämpfenden Virus nach Vorlage der RNA herstellen und präsentieren, lernt die Immunabwehr der Geimpften, das Antigen spezifisch zu erkennen und im Falle einer tatsächlichen Infektion auch vor dem natürlichen Erreger zu schützen. In der Folge wird der Wirt immun.
mRNA ist zu groß (104 bis 106 Da), um durch einfache Diffusion durch die Zellmembran zu gelangen. Zudem ist sie negativ geladen, so dass diese nicht die anionische Doppellipidschicht passieren kann. Nackte mRNA wäre auch ein Ziel diverser Nukleasen und des angeborenen Immunsystems. Daher bedarf es Transfektionsreagenzien, damit die mRNA Zellen transfizieren kann, ohne dass dies Toxizitäten oder eine ungewollte Immunogenität verursacht. Es stehen hierfür Nanopartikel zur Verfügung, die größtenteils entweder auf Lipiden oder Polymeren basieren.
Die Aufnahme des RNA-Lipid-Nanopartikels in die Zelle erfolgt über einen der Wege der Endozytose. Bei der Endozytose wird ein Endosom von der Zelloberfläche eingeschnürt. Das Innere der Endosomen mit dem RNA-Lipid-Nanopartikel wird anschließend angesäuert. Dadurch entstehen am Transfektionsreagenz positive Ladungen, die wiederum negativ geladene Moleküle und Wasser binden. In Folge schwillt vermutlich das Endosom an und reißt stellenweise vorübergehend (Protonenschwamm-Hypothese). Dabei wird das RNA-Lipid-Nanopartikel ins Zytosol freigesetzt. Am Ribosom wird im Zuge der Translation aus der RNA ein Protein hergestellt, das als Antigen dient.
Nach der Herstellung des Antigens im Zytosol der Zelle (ribosomale Proteinbiosynthese der applizierten mRNA) erfolgt zunächst eine Zerlegung durch proteinabbauende Enzyme (Proteasen; hier konkret durch das Proteasom) und anschließend ein Export der Proteinfragmente (Peptide) ins Endoplasmatische Retikulum über den Antigenpeptid-Transporter. Dort binden die Peptide an MHC-Komplexe und werden an die Zelloberfläche sezerniert zur Präsentation der Epitope des Antigens. Die Präsentation am Haupthistokompatibilitätskomplex MHC I erzeugt eine zelluläre Immunantwort, bei der zytotoxische T-Zellen  gegen das Spike-Glykoprotein gebildet werden. Auf dem MHC II hingegen werden nur Epitope von Antigenen präsentiert, die durch Endozytose von außerhalb der Zelle aufgenommen und durch Proteasen zerlegt worden sind. Die MHC-II-Präsentation der Epitope erzeugt eine humorale Immunantwort. Wenn als Antigen ein Membranprotein verwendet wird, erfolgt zusätzlich eine Präsentation des Membranproteins in voller Länge auf der Zellmembran, wodurch Antikörper an den Anteil auf der Zelloberfläche binden können.

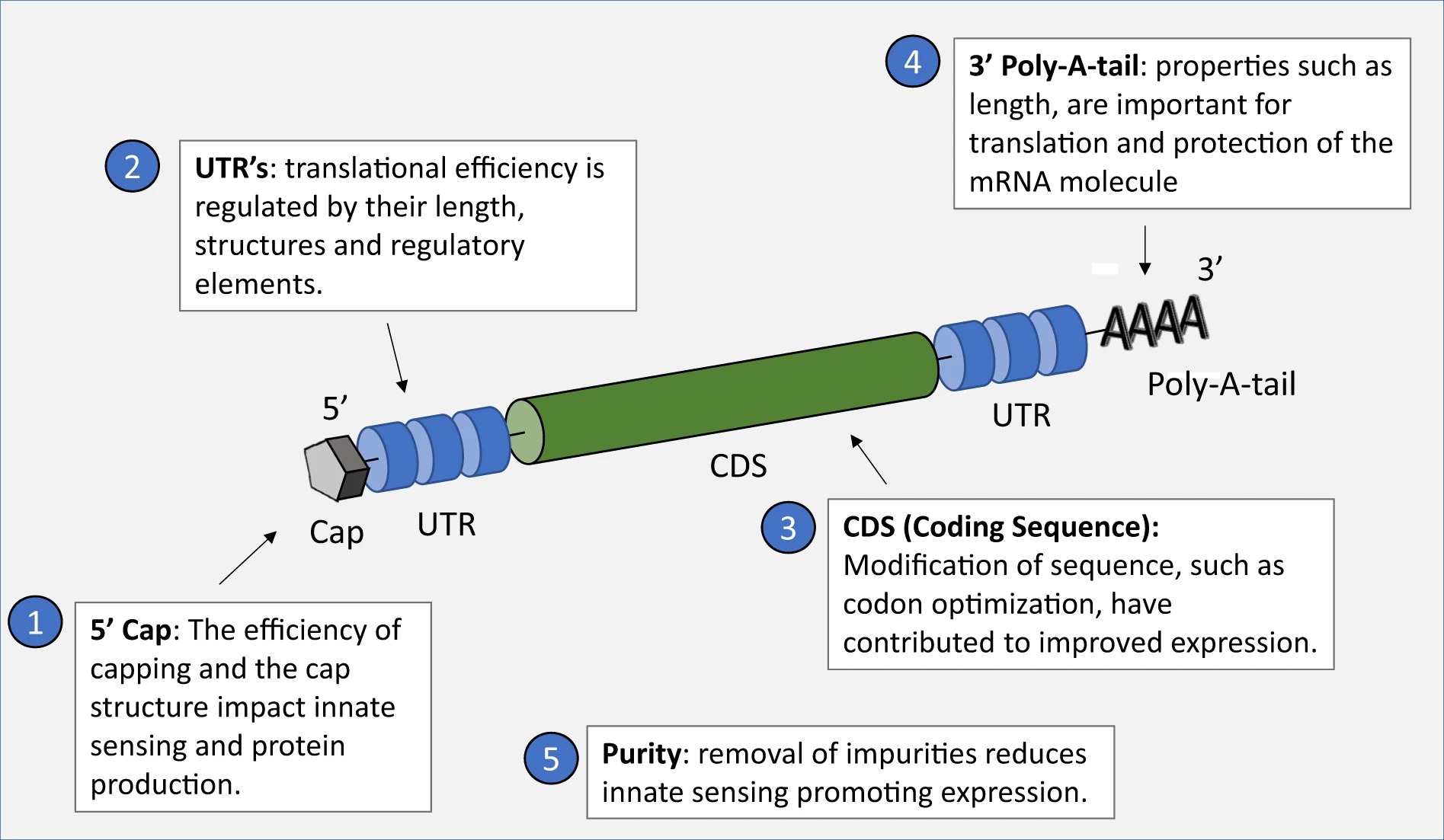
Aufbau eines mRNA-Impfstoffs

Je langsamer eine mRNA in der Zelle abgebaut wird, desto häufiger kann sie translatiert werden und desto mehr Protein entsteht aus dieser mRNA-Vorlage. Die biologische Halbwertszeit der mRNA kann sehr verschieden sein und liegt je nach mRNA zwischen Minuten (beispielsweise bei vielen regulatorischen Proteinen) und einigen Stunden. Eine Cap-Struktur am 5'-Ende der mRNA und eine untranslatierte Region (UTR) jeweils am 5'- und 3'-Ende erhöht die biologische Halbwertszeit der mRNA, bevor sie durch zytosolische Exoribonukleasen abgebaut wird, wodurch mehr Antigen gebildet wird. Außerdem kann die Struktur der mRNA durch den Einbau von ungewöhnlichen Nukleosiden so modifiziert werden, dass sie nicht vom angeborenen Immunsystem erkannt wird. Eine derartige nukleosid-modifizierte mRNA (modRNA) wird zum Beispiel in RNA-basierten COVID-19-Impfstoffen verwendet. Zur Verstärkung der Immunantwort können Adjuvantien verwendet werden. RNA-Impfstoffe (Vakzine) sind wirksamer, wenn sie in eine kationische Nanoemulsion (Emulsionen mit einem Tröpfchendurchmesser unterhalb von 100 Nanometern) formuliert sind und ein Adjuvans wie MF59 oder TriMix (mRNA von CD40L, CD70 und caTLR-4) enthalten.
Eine begrenzte Verlängerung der biologischen Halbwertszeit und somit eine Erhöhung der Antigenerzeugung wird durch replizierbare mRNA (self-amplifying mRNA, samRNA) erreicht, die für das Antigen und zusätzlich für eine RNA-Replikase codiert: also für ein Enzym, das diese RNA kopiert. Die samRNA fungiert als Sensor und Stimulator für ihre eigene Genexpression, die eine aktive Rolle bei der spezifischen positiven Rückkopplungsregulation der Genexpression spielt. Dadurch kann die zur Impfung verwendete RNA-Menge bei gleicher Impfwirkung gemindert werden, da 50 ng RNA für eine Impfwirkung als ausreichend beschrieben wurden. Da samRNA deutlich größer als eine mRNA ist, die nur für das Antigen kodiert, dürfte der Mechanismus der Aufnahme in die Zelle ein anderer sein.

## Herstellung
Die Herstellung erfolgt meistens per In-vitro-Transkription. Oftmals wird Nukleosid-modifizierte mRNA hergestellt, um überschießende Impfreaktionen zu vermeiden. Die RNA trägt eine Cap-Struktur und einen Poly-A-Schwanz zur Verlangsamung des Abbaus der RNA. Es werden zusätzlich in der RNA bestimmte 5' und 3'-UTR verwendet, um den Abbau der RNA weiter zu verlangsamen. Qualitätskriterien der erzeugten RNA sind unter anderem Stabilität, Unversehrtheit, Identität, Reinheit und Homogenität.
Um die RNA in die Zelle einzuschleusen, wird sie mit einem Transfektionsreagenz injiziert, elektroporiert, per Genkanone verabreicht, oder die Impfung erfolgt ex vivo mit anschließendem adoptivem Zelltransfer. Als Transfektionsreagenz werden basische Lipide in Liposomen (damit entstehen Lipid-Nanopartikel, LNP), zellpenetrierende Peptide, Proteine, Protamin, kationische Polymere oder Gold-Nanopartikel mit einem Durchmesser von etwa 80 nm verwendet (AuNPs).
Beim RNA-Impfstoff mRNA-1273 wird als kationisches Lipid SM-102 verwendet, während bei Tozinameran ALC-0315 zum Einsatz kommt. Daneben werden noch neutrale Lipide (Helferlipide) verwendet, um die Liposomen zu stabilisieren (bei Tozinameran u. a. ALC-0159), und Puffersubstanzen, um den pH-Wert zu stabilisieren. Durch die positiv geladenen Nanopartikel wird RNA nach Injektion in vivo von Zellen aufgenommen, daneben wird der Abbau der RNA durch Transfektionsreagenzien verlangsamt. Die Aufnahme der RNA in die Zelle erfolgt bei der Transfektion durch rezeptorvermittelte Endozytose. Es gibt zumindest bei DNA (bei der die gleichen Methoden wie bei RNA angewendet werden und die über die gleichen Mechanismen von Zellen aufgenommen wird) allerdings nur eine schwache Korrelation zwischen der Aufnahme in Zellkultur und in vivo und keine Korrelation zwischen der Aufnahme in Zellkultur und der Impfwirkung. Das bedeutet, dass die Impfwirkung frühestens ab der Phase der präklinischen Studien abgeschätzt werden kann, da erst dann eine Impfwirkung gemessen werden kann. Beide Impfstoffe enthalten Saccharose als Frostschutzmittel, um entstehende Eiskristalle beim Einfrieren klein zu halten und so Scherkräfte durch größere Eiskristalle zu vermeiden, welche die RNA fragmentieren können. Die regulatorischen Anforderungen der Europäischen Union zur Herstellung von RNA-Impfstoffen wurden 2017 publiziert.

## Hürden bei der Impfstoffentwicklung
Ein Problem bei der Entwicklung von RNA-Impfstoffen ist, dass die RNA über die Aktivierung der angeborenen Immunantwort eine übermäßige Immunreaktion auslösen kann. Die Aktivierung der angeborenen Immunantwort erfolgt durch Bindung der RNA an Toll-like-Rezeptoren (darunter TLR 7), RIG-I und Proteinkinase R. Um eine übermäßige Immunreaktion gegen die RNA zu minimieren, sollen die mRNA-Impfstoffsequenzen diejenigen nachahmen, die von Säugetierzellen produziert werden. Daneben kann eine Immunreaktion gegen die RNA durch modifizierte Nukleoside (Pseudouridin, N1-Methylpseudouridin, 5-Methylcytidin, 2′-O-methylierte Nukleoside) oder durch Codon-Optimierung und Verwendung bestimmter untranslatierter Regionen (einem Randbereich der mRNA, der nicht für das eigentliche Protein codiert) gemindert werden, wodurch auch ein Abbau der RNA verlangsamt wird. Weiterhin können abgebrochene Transkripte und RNA-Interferenz gegen doppelsträngige Bruchstücke der mRNA, die zum vorzeitigen Abbau der mRNA führt, die Wirkdauer mindern. Daher ist eine mehrstufige RNA-Reinigung notwendig, um möglichst saubere, einzelsträngige mRNA in gewünschter Länge zu erhalten. Unerwünschte doppelsträngige RNA kann vergleichsweise kostengünstig durch Adsorption an Cellulose entfernt werden. Bestimmte Aufreinigungstechniken etwa durch Fast Protein Liquid Chromatography (FPLC) steigern die Translation und somit die Wirksamkeit. Der größte Anteil an RNA, der in Endosomen von Zellen aufgenommen wird, kommt vermutlich nicht im Zytosol an und kann dort nicht wirken, sondern wird abgebaut. Daher soll die Transfektionseffizienz gesteigert werden, um weniger RNA in einer Impfdosis verwenden zu müssen. Extrazelluläre RNA ist als prokoagulatorischer und permeabilitätsteigernder Faktor bekannt. Eine gesteigerte Permeabilität von Endothelzellen kann zu Ödemen führen, und eine Anregung der Blutgerinnung birgt die Gefahr der Thrombenbildung.

## Vergleich mit anderen Impfstofftypen
Im Gegensatz zu DNA-Impfstoffen werden RNA-Impfstoffe nicht in den Zellkern transportiert und sind nicht vom Import in den Zellkern und von der Transkription abhängig. Es besteht im Gegensatz zu DNA-Impfstoffen auch keine Gefahr einer Insertion in die genomische DNA oder Hinweise auf Erbgutschädigungen. Hierfür wären zwei zusätzliche Enzyme nötig, die in menschlichen Zellen nicht vorkommen. Im Gegensatz zu einer Gentherapie kommt es nicht zu einer Veränderung der DNA in den Körperzellen. mRNA hat eine kurze biologische Halbwertszeit, denn jede RNA wird, im Gegensatz zu DNA, durch allgegenwärtige RNasen abgebaut.  Ein Verbleib der Impf-RNA in der Zelle ist damit ausgeschlossen. Darüber hinaus wird die Zelle später im Zuge der Immunantwort durch cytotoxische T-Zellen ohnehin zerstört.
Bei der Produktion von mRNA-Imfpstoffen wird kein vollständiger Erreger verwendet, weshalb nach dem Infektionsschutzgesetz und der Biostoffverordnung für Produktionsstätten in Deutschland keine zusätzliche Zulassung notwendig ist. Die Herstellung von RNA-Impfstoffen per In-vitro-Transkription erfolgt zellfrei, ohne lebende Zellen zu verwenden.
Im Gegensatz zu attenuierten Impfstoffen aus abgeschwächten Erregern kann bei mRNA-Impfstoffen keine Rückmutation zu einem Pathogen auftreten, da nur separierte Fragmente des Pathogens verwendet werden. Des Weiteren können RNA-Impfstoffe schneller als andere Impfstoffe konzipiert und in großen Mengen produziert werden und ihre Produktion gilt als vergleichsweise kostengünstig. Im Gegensatz zu viralen Vektoren verursachen mRNA-Impfstoffe keine Vektorimmunität, da RNA-Lipid-Nanopartikel keine Proteine aufweisen, die sonst bei der erneuten Anwendung durch den vorzeitigen Abbau der viralen Vektoren zu Problemen führen. Im Gegensatz zu älteren Impfstofftypen wie Totimpfstoffen, Untereinheitenimpfstoffen und Peptidimpfstoffen wird bei RNA-Impfstoffen das Antigen erst in der Zielzelle erzeugt, wodurch nicht nur eine humorale, sondern auch eine zelluläre Immunantwort ausgelöst wird.
Die Nebenwirkungen der RNA-Impfstoffe werden im Wesentlichen auf Verunreinigungen zurückgeführt, die aus dem Herstellungsverfahren herrühren und die man vermutlich nicht ganz verhindern kann. Insoweit besteht das Ziel darin, diese immer weiter zu verringern, um die Impfstoffe verträglicher zu machen.

## Vertreter

### COVID-19
Zu einer Darstellung aller COVID-19-Impfstoff-Kandidaten, auch derjenigen, die keine RNA-Impfstoffe sind, siehe SARS-CoV-2-Impfstoffkandidaten.
Verschiedene RNA-Impfstoffe sind Impfstoffkandidaten bei der Entwicklung eines Coronavirusimpfstoffs, speziell seit Ende 2019 eines COVID-19-Impfstoffes. Als eine Herausforderung wird die Logistik für diese Art Impfstoffe angesehen, die teils tiefgekühlt bei Temperaturen unterhalb von −70 °C gelagert und transportiert werden müssen.

#### BNT162
- BNT162b1 (Abdavomeran)

Im Juli 2020 wurden die vorläufigen klinischen Daten für den Kandidaten für die nukleosid-modifizierte Messenger-RNA (modRNA) mit der Bezeichnung BNT162b1, der ein optimiertes Antigen der SARS-CoV-2-Rezeptorbindungsdomäne (RBD) codiert, auf einem Online-Preprint-Server veröffentlicht.
- BNT162b2 (Tozinameran)

Eine weitere Variante, BNT162b2, wurde nach vielversprechenden Ergebnissen für die weitere Überprüfung mit Phase-II- und Phase-III-Studien ausgewählt. Nach Abschluss der Studien im November 2020 wurde eine Wirksamkeit von 95 % ermittelt. Anfang Dezember genehmigte die britische Arzneimittelbehörde MHRA die Lieferung des Impfstoffs, für dessen Wirkstoff der internationale Freiname Tozinameran empfohlen ist, zur Notfallversorgung („temporäre Notfallzulassung“); es folgten weitere Notfall- bzw. vorläufige Zulassungen in anderen Ländern, unter anderem Kanada und den USA. In der EU erfolgte am 21. Dezember eine (zunächst bedingte) Marktzulassung unter dem Handelsnamen Comirnaty. In zahlreichen weiteren Ländern befindet sich der Impfstoff im Zulassungsprozess (siehe Tozinameran: Zulassung).

#### mRNA-1273 (Elasomeran)
mRNA-1273 ist ein Impfstoff der Firma Moderna. Eine Phase-3-Studie mit 30.000 Probanden und Dosierungen zwischen 25 µg und 100 µg wurde ab Juli 2020 in den USA durchgeführt. In der EU wurde im Januar 2021 die Zulassung erteilt (Handelsname Spikevax).

#### CVnCoV (Zorecimeran)
CVnCoV ist ein Impfstoffkandidat von Curevac, der ab Dezember 2020 in einer kombinierten Phase-2b/3-Studie mit mehr als 36.500 Probanden erprobt wurde. Die Entwicklung wurde im Oktober 2021 eingestellt.

#### DS-5670 (Ufrenmeran)
Die von Daiichi Sankyō und der Universität Tokio entwickelte mRNA DS-5670 codiert für die codonoptimierte Rezeptorbindungsdomäne (RBD) von Sars-CoV-2 und wird als Fusionsprotein mit dem Signalpeptid des S-Glykoproteins exprimiert. In der 1022 Nukleotide umfassenden mRNA sind die Basen Uridin und Cytidin jeweils durch die methylsubsituierten Analoga (5-Methyluridin und 5-Methylcytidin) ersetzt. Sie wurde im August 2023 in Japan unter dem Namen Daichirona zur Booster-Impfung gegen COVID-19 zugelassen, wird jedoch in der Form, die sich nur gegen den Sars-CoV-2-Wildtyp richtet, vermutlich nicht mehr zum Einsatz kommen.

#### samRNA
Verschiedene Entwicklungen werden mit selbstamplifizierender RNA betrieben.
Im Vereinigten Königreich begann das Imperial College London im Juni 2020 mit der Studie zu einer Lipidnanopartikelformulierung (lipid nanoparticle, LNP) von saRNA (LNP-nCoVsaRNA), die unter der Bezeichnung COVAC1 läuft. Unterstützt wird die Studie unter anderem vom Medical Research Council und dem National Institute for Health Research.
Ein Impfstoff gegen SARS-CoV-2 auf samRNA-Basis eines kalifornischen Unternehmens (ARCT-154, INN: Zapomeran) zeigte 2022 in Phase-3-Studien eine Verringerung des Risikos schwerer Symptome in einer Größenordnung wie bei mRNA-Impfstoffen. Im November 2023 wurde ARCT-154 in Japan zugelassen (Zulassungsinhaber: Meiji Seika, Präparatename: Kostaive), im Dezember 2024 empfahl auch die europäische Arzneimittelagentur (EMA) Kostaive zur Zulassung in der EU.

### Weitere Impfstoffe
Weiterhin werden RNA-Impfstoffe in klinischen Studien zur Verwendung als Krebsimpfstoff sowie als Influenzaimpfstoff und als Tollwutimpfstoff (CV7201) untersucht.

#### RSV-Impfstoff
Als erster mRNA-Impfstoff nach jenen gegen Covid-19 wurde der RSV-Impfstoff mResvia (Hersteller: Moderna; Wirkstoff: mRNA-1345) zur Marktreife gebracht. Er wurde im Mai 2024 in den USA und im August 2024 in der EU zugelassen für die aktive Immunisierung bei Personen im Alter von 60 Jahren und älter zur Vorbeugung von Erkrankungen der unteren Atemwege (lower respiratory tract disease, LRTD), die durch das humane respiratorische Synzytial-Virus (RSV) verursacht werden. Die mRNA kodiert für die präfusionsstabilisierte Form des F-Glykoproteins (PreF) des RS-Virus und ist wie Modernas Covid-19-Impfstoffe in Lipidpartikel aus SM-102, Cholesterin, DSPC und DMG-PEG2000  eingebettet.

#### Influenza-Impfstoff
Influenzaimpfstoffe aus mRNA werden in der Europäischen Union beispielsweise durch CORDIS, einen Forschungs- und Entwicklungsinformationsdienst der Europäischen Gemeinschaft, und durch das UniVax-Projekt, mit elf Einrichtungen aus sieben EU-Staaten, unterstützt. Über RNA-Impfstoffe soll einerseits bewirkt werden, dass das Influenzavirus im Körper der geimpften Personen keine vermehrungsfähigen Abkömmlinge mehr produziert. Zum andern soll das Immunsystem auf zukünftige Varianten des Influenzavirus besser vorbereitet werden.

#### Tollwut-Impfstoff
Eines der neuen Konzepte für eine Tollwut-Impfung ist die Verwendung von mRNA bei der Codierung des Haupt-Tollwutvirus-Antigens, des Hüllglykoproteins (RABV-G). Präklinische Studien mit RABV-G-mRNA, die in Lipidnanopartikeln eingekapselt war, zeigen eine verbesserte Reaktion sowohl bei Mäusen als auch bei nichtmenschlichen Primaten. Die Ergebnisse werden derzeit in klinischen Studien am Menschen weiterverfolgt.

#### Krebs-Impfstoff
Die Entwicklung von auf stabilisierter RNA-basierten Impfstoffen zur klinischen Anwendung bei Krebserkrankungen befindet sich derzeit in den frühen Phasen der klinischen Prüfung. Ausgehend von einem Produktionsplasmid wird hierzu mittels rekombinanter RNA-Polymerasen die mRNA transkribiert und anschließend in einem mehrstufigen Aufreinigungsprozess von der DNA-Matrize, von fehlerhaften, zu kurzen und zu langen Transkripten sowie Nukleotiden getrennt. Der Beweis für das Potenzial dieser neuartigen Wirkstoffe für die Bekämpfung derzeit nicht therapierbarer Krebserkrankungen beim Menschen muss noch erbracht werden. Ein Beispiel ist mRNA-4157/V940.

## Mögliche Nebenwirkungen
Hinsichtlich möglicher Nebenwirkungen laut Zulassungsstudien der jeweiligen Impfstoffe und als Ergebnis der Impfstoffanwendungen werden diese in den Artikeln des jeweiligen Impfstoffes wie beispielsweise unter Elasomeran und Tozinameran in den Abschnitten „Nebenwirkungen“ ausgeführt, da sie je nach Impfstoff sehr unterschiedlich ausfallen können. Wie bei allen medizinischen Wirkstoffen ist davon auszugehen, dass auch bei RNA-Impfstoffen Nebenwirkungen auftreten können.

## Präklinische Studien zu Infektionskrankheiten

### Humanbereich
mRNA ist zudem für eine therapeutische Verwendung denkbar. Eine Tierversuchsstudie zeigte, dass die Verabreichung von nanoverkapselter mRNA, die für Teile eines breit neutralisierenden Anti-HIV-Antikörpers kodiert, humanisierte Mäuse gegenüber einer HIV-Exposition schützte. Die Daten legen nahe, dass die Verwendung von nukleosid-modifizierter mRNA für die passive Immuntherapie gegen HIV, Cytomegalovirus (CMV), humanes Papilomvirus (HPV) usw. erweitert werden könne.

### Veterinärbereich
mRNA-Impfstoffe können auch im Veterinärbereich infrage kommen, um Infektionskrankheiten bei Tieren zu verhindern. Es konnte gezeigt werden, dass die Immunisierung mit in vitro transkribierter mRNA bei Mäusen einen Schutz gegen das Maul-und-Klauenseuche-Virus induzierte. Ein selbstamplifizierender mRNA-Impfstoff, der für das Rabiesvirus-Glykoprotein kodiert, induzierte bei Mäusen eine Immunantwort und ist möglicherweise zur Vorbeugung von Tollwut bei Hunden einsetzbar. Ein verkapselter modifizierter mRNA-Impfstoff, der für prM- und E-Gene des Hirschzecken-Powassan-Virus (POWV) kodiert, induzierte eine humorale Immunantwort nicht nur gegen POWV-Stämme, sondern auch gegen das verwandte Langat-Virus.
mRNA-Impfstoffe sind moderne biomedizinische Arzneimittel, die in der EU und dem Europäischen Wirtschaftsraum nur gemeinsam in einem zentralisierten Verfahren, koordiniert durch die Europäische Arzneimittel-Agentur EMA (European Medicines Agency), durch die Europäische Kommission zugelassen werden können. Zwei Mitgliedstaaten werden im Rahmen eines solchen Verfahrens mit der federführenden Bearbeitung beauftragt.

## Arzneimittelrechtliche Einordnung
mRNA-Impfstoffe gegen Infektionskrankheiten sind keine Gentherapeutika. Das wirkt sich arzneimittelrechtlich gemäß Anhang I, Teil IV, Abschnitt 2.1 der Richtlinie 2001/83/EG auf ihr Zulassungsverfahren in der Europäischen Union aus.

## Dokumentationen
- mRNA – Hype oder Hoffnung? (Wissen Hoch 2) TV-Dokumentation in HD von Larissa Klinker und Tina Roth, ZDF / 3sat, D 2022 (youtube.com).